# Michael Hofstetter

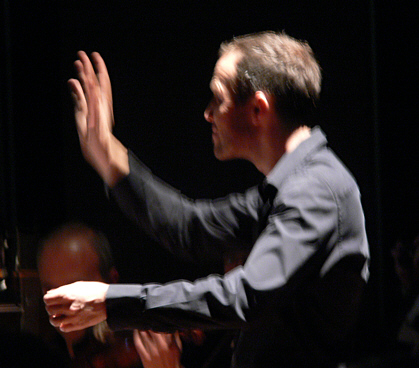
Michael Hofstetter

Michael Hofstetter (* 6. September 1961 in München) ist ein deutscher Dirigent. Er ist seit 2020 Intendant der Internationalen Gluck-Festspiele Nürnberg.

## Leben und Wirken

### Wirkungsstätten
Michael Hofstetter stammt aus München und studierte am Richard-Strauss-Konservatorium München Orgel, Klavier und Dirigieren. Er begann seine Karriere an den Theatern in Wiesbaden (Kapellmeister), war von 2005 bis 2012 Chefdirigent von Chor und Orchester der Ludwigsburger Schlossfestspiele und von 2006 bis 2012 auch Chefdirigent des Stuttgarter Kammerorchesters. Von 2012 bis 2019 war er GMD in Gießen, ebenfalls von 2012 bis 2016 Chefdirigent des recreation - Großes Orchester Graz.
Michael Hofstetter war Professor für Orchesterleitung und Alte Musik an der Johannes Gutenberg-Universität Mainz. Er gilt heute als Dirigent mit internationalem Ruf als Experte für authentische Aufführungspraxis und als Barockspezialist.
Hofstetter war und ist bei vielen international bedeutenden Opernhäusern, Orchestern und Festivals zu Gast, darunter die Hamburgische und die Bayerische Staatsoper, die Oper Stuttgart, die Deutsche Oper Berlin, das Staatstheater Hannover, das Gran Teatre del Liceu in Barcelona, die Welsh National Opera, die English National Opera, die Houston Grand Opera, die Canadian Opera Company Toronto, die styriarte Graz, die Salzburger Festspiele u. a. m. Für das deutsche Fernsehen hat Hofstetter mehrere Sendungen musikalisch geleitet.
Seit 1998 dirigiert er regelmäßig bei den Händel-Festspiele Karlsruhe, zuletzt Anfang 2014 in Riccardo Primo. Im Herbst 2008 führte ihn eine Produktion von Berlioz’ Oper Béatrice et Bénédict an die Houston Grand Opera, wohin er 2012 für das Dirigat von Beethovens Fidelio zurückkehrte; im Frühjahr 2009 dirigierte er Mozarts Le nozze di Figaro an der Welsh National Opera in Cardiff, 2013 Verdis La traviata in einer Inszenierung von Peter Konwitschny an der English National Opera in London.
2019 folgte Michael Hofstetter Rainer Mennicken als Intendant der Internationalen Gluck-Festspiele Nürnberg, nachdem er bereits 2018 im Rahmen dieses Festivals Hasses Oper Artaserse anlässlich der Wiedereröffnung des Markgräflichen Opernhauses Bayreuth dirigiert hatte.
Von Sommer 2021 bis Sommer 2022 war Michael Hofstetter künstlerischer Leiter des Tölzer Knabenchor. Seitdem fungiert er als erster Gastdirigent des Ensembles.

## Privat
Hofstetter ist mit einem Bruder von Ursula Herrmann befreundet und nahm als Zeitzeuge der damaligen Geschehnisse, an einer Fernsehdokumentation zum Thema teil.

## Auszeichnungen und Rezeption
Für die Neuproduktion von Wagners Tristan und Isolde am Opernhaus Dortmund im Jahr 2000 wurde er bei der jährlichen Kritikerumfrage der Fachzeitschrift Opernwelt als Dirigent des Jahres nominiert. Weitere Nominierungen erfolgten 2011 für die Produktion Didone abbandonata von Johann Adolph Hasse am Prinzregententheater München sowie zuletzt 2013 für Agrippina von Georg Friedrich Händel und Der Freischütz von Carl Maria von Weber am Stadttheater Gießen.
Von der Presse hoch gelobt wurden Hofstetters Einspielungen der Schlossfestspiel-Opernproduktionen von 2005 bis 2007, die beim Label OehmsClassics erschienen. Weitere CD-Aufnahmen erschienen bei cpo, Virgin Classics und Berlin Classics, außerdem liegen zahlreiche DVD-Aufzeichnungen bei Arthaus Musik, Sony und Deutsche Grammophon vor.
Seine Einspielung von Rossinis Arien und Ouvertüren, die im April 2008 erschienen ist, wurde von der französischen Académie de Disque Lyrique ausgezeichnet. Eine CD mit Arien aus Opern von Johann Adolph Hasse, die Hofstetter mit der Hofkapelle München und dem rumänischen Countertenor Valer Sabadus aufnahm, wurde 2012 in die Bestenliste des Preis der Deutschen Schallplattenkritik gewählt.
Für sein ausgereiftes Verständnis und persönliches Engagement für die Kunst der Operette wurde Michael Hofstetter mit der Robert-Stolz-Medaille gewürdigt. Im Mai 2008 erhielt er den Horst-Stein-Preis, der ihm für seine „hervorragende Arbeit als Leiter der Ludwigsburger Festspiele“ verliehen wurde.

## Auszeichnungen
- Robert-Stolz-Medaille (Gold)
- Preis der Richard-Strauss-Gesellschaft München
- Horst-Stein-Preis